# 巴姬
巴姬（？—？），姬姓，名不详。她出身巴國，是春秋時期楚共王宠妾。楚共王的正妻没有生子，只有庶子五名。共王对立嗣犹豫不决，便踏遍楚国境内山川，请求神明的决断，然后和巴姬一道将玉璧埋在宗庙庭院中，再让五子由长幼顺序依次而入。结果康王是直接從玉璧上跨過去，公子圍手肘壓在上面，公子比和公子黑肱都沒有靠近。而年幼的公子棄疾是由人抱進來，接連拜了兩次都是直接壓在璧紐之上。此事被大臣鬬韦龟称为“弃礼之命”。